# 프로즌 그라운드
《프로즌 그라운드》(The Frozen Ground)는 2013년 공개된 실화를 바탕으로 한 미국의 영화이다. 니컬러스 케이지, 존 큐잭이 출연한다. 론 밸프가 음악을 담당했다.

## 배역
- 니컬러스 케이지 - 잭 핼콤브 역
- 존 큐잭 - 로버트 핸슨 역
- 버네사 허진스 - 신디 폴슨 역
- 50센트 - 핌프 클레이트 존슨 역
- 라다 미첼 - 앨리 핼콤브 역
- 조디 린 오키프 - 첼 링겔 역
- 딘 노리스 - 라일 호그즈번 중사 역
- 캐서린 라나사 - 프랜 핸슨 역